# الکساندر کاکانیکلیچ
الکساندر کاکانیکلیچ (سیریلیک صربی: Александар Качаниклић؛ زادهٔ ۱۳ اوت ۱۹۹۱) بازیکن فوتبال اهل سوئد است.
از باشگاه‌هایی که در آن بازی کرده‌است می‌توان به باشگاه فوتبال فولام، باشگاه فوتبال برنلی، باشگاه فوتبال لیورپول، باشگاه فوتبال واتفورد، باشگاه فوتبال کپنهاگن، تیم ملی فوتبال سوئد، و باشگاه فوتبال فولام اشاره کرد.
وی همچنین در تیم‌های ملی فوتبال زیر ۱۷ و ۱۹ سال سوئد بازی کرده‌است.